# Laetesia weburdi
Laetesia weburdi är en spindelart som först beskrevs av Arthur Urquhart 1890.  Laetesia weburdi ingår i släktet Laetesia och familjen täckvävarspindlar. Inga underarter finns listade i Catalogue of Life.